# オークウッド・ハイツ駅
オークウッド・ハイツ駅（オークウッド・ハイツえき、英語：Oakwood Heights）は、スタテンアイランドのオークウッド・ハイツにあるスタテンアイランド鉄道の駅である。

## 駅構造
| M          | 跨線橋                       | 出入口、ホーム間連絡通路                                       |
| G          | 地上階                       | 駅舎、出入口、バス、駐車場                                     |
| P ホーム階 | 相対式ホーム、右側ドアが開く | 相対式ホーム、右側ドアが開く                                   |
| P ホーム階 | 南行                         | ← トッテンヴィル駅ゆき（ベイ・テラス駅） ← 急行列車：通過      |
| P ホーム階 | 北行                         | → セント・ジョージ駅ゆき（ニュー・ドープ駅）→ 急行列車：通過 → |
| P ホーム階 | 相対式ホーム、右側ドアが開く |                                                                |

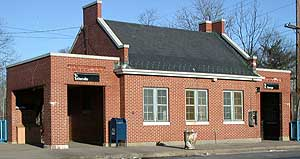
駅舎

ホームは、2面の相対式ホームで構成されている。また、壁はベージュ色にペイントされている。北口は、シーダービュー・アベニュー、オーク・アベニューの2つに通じている。この駅は、近くにあるモンシニュール・ファレル・ハイスクールの生徒によって頻繁に利用されている。

## バス接続
S57